# Свійські птахи
Свійські птахи — загальний термін для одомашнених птахів, які утримуються з метою одержання м'яса, яєць, пір'я і пуху і для декоративних цілей. Найважливіші свійські птахи:
курка, цесарка, фазан, павич, індик, голуб, гуска, качка, лебідь, останнім часом страус, декілька видів співочих птахів, папуга тощо. Перше місце серед домашніх птахів займають кури. Вони мають ніжне смачне м'ясо, несуть багато яєць, їх можна утримувати на обмеженій території.
Предок домашніх курей — дика банківська курка, яка і зараз живе в лісах Індії, Бірми і Малайського архіпелагу.

## Приклади
| Птах            | Дикий пращур       | Використання                        | Зображення |
| --------------- | ------------------ | ----------------------------------- | ---------- |
| Курка           | Банківський півень | м'ясо, пір'я, яйця, прикраси, шкіра |            |
| Качка           | Мускусна качка     | м'ясо, пір'я, яйця                  |            |
| Ему             | Ему                | м'ясо, шкіра, масло                 |            |
| Гуска           | Сіра гуска         | м'ясо, пір'я, яйця                  |            |
| Павич           | Павич              | м'ясо, пір'я, прикраси, озеленення  |            |
| Лебідь-шипун    | Лебідь-шипун       | пір'я, яйця, озеленення             |            |
| Страус          | Страус             | м'ясо, пір'я, яйця, шкіра           |            |
| Сизий голуб     | Сизий голуб        | м'ясо, пір'я, прикраси              |            |
| Свійський індик | Індик дикий        | м'ясо, пір'я                        |            |
| Цесаркові       | Цесарка            | м'ясо, боротьба зі шкідниками       |            |
| Фазан звичайний | Фазан звичайний    | м'ясо                               |            |
| Золотий фазан   | Золотий фазан      | м'ясо, в основному декоративне      |            |
| Нанду           | Нанду              | м'ясо, шкіра, масло, яйця,          |            |